# Бонди, Пэм
Памела Джо Бонди (англ. Pamela Jo Bondi; род. 17 ноября 1965 года) — американский адвокат, лоббист и политик. Член Республиканской партии, генеральный прокурор США с 5 февраля 2025 года.
Занимала пост генерального прокурора Флориды с 2011 по 2019 год, став первой женщиной, избранной на эту должность.
В 2020 году Бонди была одним из адвокатов президента Дональда Трампа во время его первого судебного разбирательства по делу об импичменте. К 2024 году она возглавила юридическое подразделение America First Policy Institute. 21 ноября 2024 года избранный президент Трамп объявил, что она будет номинирована на пост генерального прокурора США после того, как предыдущий кандидат Мэтт Гетц снял свою кандидатуру.

## Биография

### Ранняя жизнь и образование
Родной город Бонди — Темпл-Террас, Флорида. Её отец, Джозеф Бонди, был членом городского совета, а затем мэром Темпл-Террас. Она окончила среднюю школу имени К. Леона Кинга в Тампе.
Бонди получила степень бакалавра искусств со специализацией в области уголовного правосудия в Университете Флориды в 1987 году и степень доктора права в юридическом колледже Стетсонского университета в 1990 году. Она была членом женского общества Delta Delta Delta в качестве студентки бакалавриата. Бонди была принята в коллегию адвокатов Флориды 24 июня 1991 года.

### Ранняя карьера
Бонди работала прокурором и пресс-секретарем в округе Хиллсборо, штат Флорида, где она была помощником прокурора штата. Бонди оставила эту должность, чтобы претендовать на должность генерального прокурора Флориды. Она появлялась в качестве гостя на передаче Scarborough Country с Джо Скарборо и в различных других кабельных новостных программах на MSNBC и работала в качестве приглашённого ведущего на Fox News.
Бонди преследовала в судебном порядке бывшего игрока Главной лиги бейсбола Дуайта Гудена в 2006 году за нарушение условий испытательного срока и злоупотребление наркотиками. В 2007 году Бонди также работала по делу о смерти Мартина Андерсона.

### Генеральный прокурор Флориды

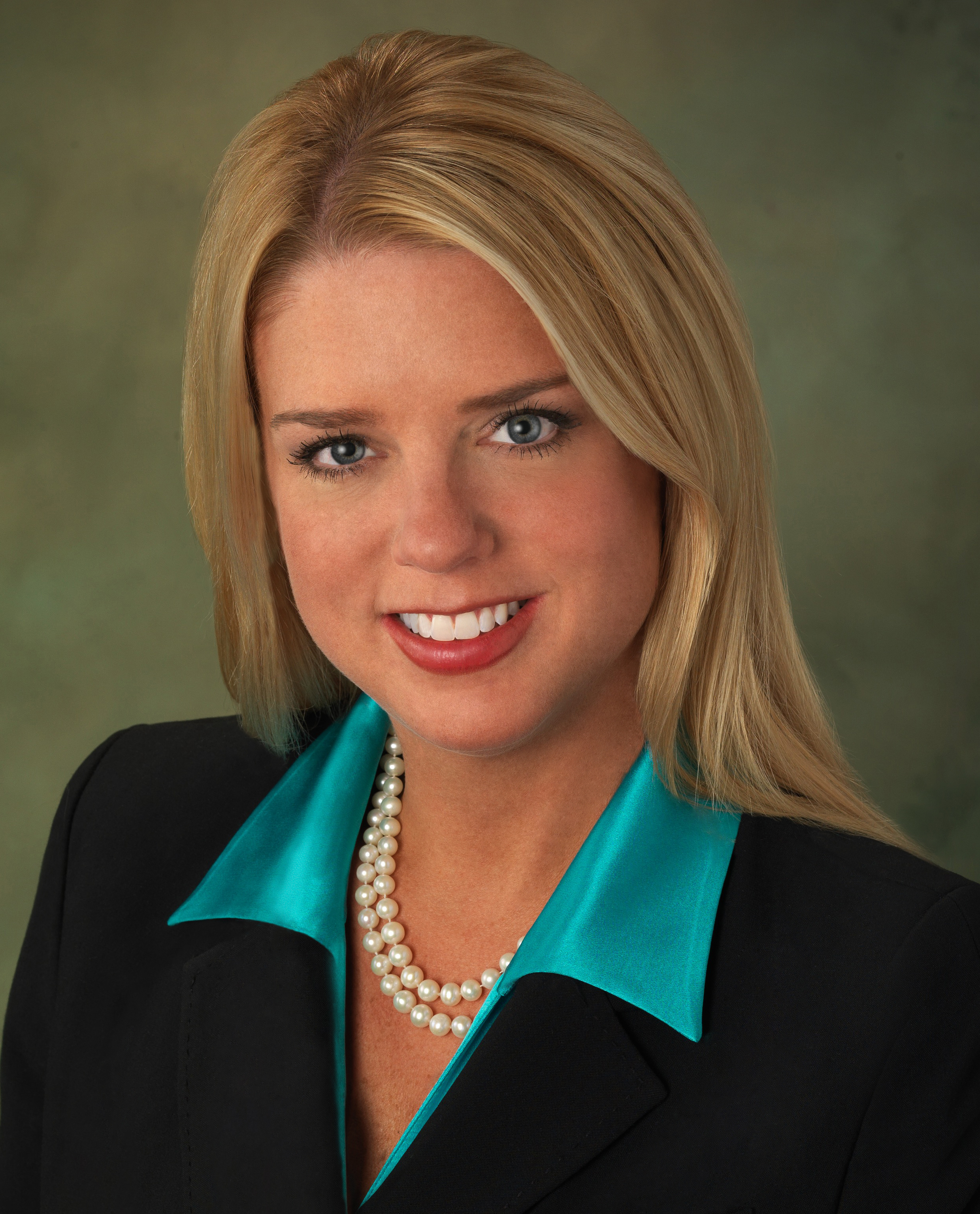
Официальный портрет в качестве генерального прокурора Флориды

#### Выборы
Бонди баллотировалась на пост генерального прокурора Флориды на выборах 2010 года, сражаясь с бывшим представителем штата Холли Бенсон и вице-губернатором Джеффом Котткампом на республиканских праймериз. В конкурентной борьбе Бонди получила поддержку бывшего губернатора Аляски Сары Пэйлин. Palm Beach Post приписала её рост поддержки на праймериз её медиа-подкованности, включая регулярные появления на Fox News и её публичные связи с Шоном Хэннити.
Опрос, проведенный Мейсоном Диксоном в августе 2010 года, показал, что она лидировала и у Бенсона, и у Котткамп на праймериз. В конечном итоге она выиграла праймериз, набрав 37,89 % голосов. На всеобщих выборах она столкнулась с кандидатом от Демократической партии Дэном Гелбером, бывшим прокурором, который провёл 10 лет в законодательном собрании штата. В конечном итоге она уверенно победила Гелбера, став первой женщиной-генеральным прокурором штата.
Бонди была переизбрана в ноябре 2014 года, получив 55 % голосов. Её соперник-демократ Джордж Шелдон, бывший исполняющий обязанности комиссара Администрации по делам детей и семей, получил 42 %.

### Период полномочий
Бонди была ведущим генеральным прокурором в безуспешном судебном процессе, направленном на отмену Закона о защите пациентов и доступном медицинском обслуживании (известного как Obamacare) во Флориде и др. против Министерства здравоохранения и социальных служб США. В иске штат Флорида и 26 других штатов утверждали, что положение об индивидуальном мандате ACA нарушает Конституцию США.
В 2016 году Бонди выступила с речью на Республиканском национальном съезде, во время которого она возглавила скандирование «Заприте её», направленное против кандидата от Демократической партии Хиллари Клинтон.
В 2018 году Бонди присоединилась к 19 другим возглавляемым республиканцами штатам в судебном процессе, чтобы отменить запреты ACA на то, чтобы компании медицинского страхования взимали с людей с уже имеющимися заболеваниями более высокие взносы или полностью отказывали им в покрытии.
Бонди защищала Поправку 2, поправку 2008 года к Конституции Флориды, запрещающую однополые браки, от юридических претензий от имени штата. Бонди утверждала, что эти действия не отражают её взглядов на однополые браки, а являются проявлением уважения к конституции. После стрельбы в ночном клубе Орландо в июне 2016 года Бонди дала интервью репортеру CNN Андерсону Куперу, который сказал, что выражение Бонди поддержки ЛГБТ-сообществу противоречит её прошлому поведению. Купер сказал, что Бонди «либо ошибалась, либо не говорила правду», в то время как Бонди обвинила Купера в разжигании «гнева и ненависти».
В августе 2018 года, все ещё занимая пост генерального прокурора Флориды, Бонди была соведущей The Five на Fox News три дня подряд, а также появлялась в шоу Шона Хэннити на Fox News.

## Взгляды
Пэм Бонди является ярой сторонницей «Проекта 2025» и активно работала над его реализацией до того, как стала генеральным прокурором США в 2025 году.